# 米杨 (演员)
米杨（1982年12月26日—）出生于济南，现居上海。演员，毕业于上海戏剧学院（表演系）。

## 电视剧
- 2001年
  - 《急速档案》饰演－兰
  - 《步步高升》主演－咏梅、小雪
  - 《等你归来》主演-女警察－杨柳
- 2002年
  - 《金粉世家》主演之一－金润芝
  - 《就那么回事》饰演一舒畅
- 2003年
  - 《真情再现》女二号－贺雪楠
  - 《都市男女》室内情景剧－杨露露
- 2004年
  - 《香粉世家》女二号 — 金兰公主(女)、龙轩(男)
  - 《凌云壮志包青天》单元主演－杨娇娇
  - 《反串》饰演－小英
  - 《金茂祥》饰演－车玉兰
  - 《我主沉浮》饰演－方波
  - 《天地良心》饰演－刘天天
- 2005年
  - 《一生为奴》饰演－同治皇后
  - 《我爱我家我爱子》主演－王丽华
  - 《金色年华》(金粉续)主演－成雪芬
  - 《黑暗角落》女二号－舒畅
- 2007年
  - 《天堂里没有车来车往》出演女二号（记者）—舒萍
  - 《龙游天下之当归》出演女一号 — 汤瑶
  - 《大爱无情》女一号
  - 《好想回家》女二号（记者）—舒萍
  - 《龙游天下之当归》单元主演   (大千金)—汤瑶
  - 《大爱无情》女一号(警察)—周小丁
- 2008年
  - 《天职》女一号（医生）陈心怡
  - 《沧海一粟》潘玉良

## 电影
- 2006年
  - 《龙门驿站秋娘泪》女一号－秋娘
- 意大利电影《GORBACIOF》《戈尔巴乔夫》  女主角－ LILA

## 广告
- 《茅台王子酒》
- 《西门子冰箱》
- 《麦当劳》
- 《三菱空调》
- 《舒肤佳》
- 《新健牛奶》
- 《宝洁十周年》
- 《北极绒》
- 《丹碧丝》
- 《宗茂护肤》
- 《圣元奶粉》
- 《安如雅》
- 《毕加索》
- 《昂立优菌多》
- 《宝洁兰诺》

## 外部連結
- 个人blog：http://blog.sina.com.cn/miyang1227 （页面存档备份，存于）